# Province ecclésiastique de Cambrai
Cet article traite d'une ancienne province. Pour la province actuelle, voir Province ecclésiastique de Lille.

Diocèses de la province ecclésiastique de Reims du Ier siècle ap. J.-C. à 1559 (frontières de 2002)

Province ecclésiastique de Lille depuis 2008

La province ecclésiastique de Cambrai est une ancienne province ecclésiastique de l'Église catholique romaine. Créée en 1559, et supprimée à la Révolution française, elle a existé à nouveau de 1841 à 2008, date à laquelle elle est devenue la province ecclésiastique de Lille par transfert du siège métropolitain. 
Cambrai était le siège d'un évêché depuis le VIe siècle, et a longtemps relevé de la province ecclésiastique de Reims. La réforme de la carte ecclésiastique de la région commence en 1553 avec la suppression du siège de Thérouanne. En 1559, la bulle Super universas du 12 mai 1559 refonde complètement la carte de la région, le but étant d'augmenter le nombre d'évêchés afin de mieux juguler les progrès de la Réforme protestante. Au terme de cette réorganisation, Cambrai devient une métropole pour les diocèses d'Arras, de Boulogne, de Cambrai, de Namur, de Saint-Omer, de Tournai et d'Ypres.
Au moment de la Révolution avec la Constitution civile du clergé, la province est supprimée.  
Le concordat de 1801 ne prévoit pas de province de Cambrai : le diocèse de Cambrai, de même que celui d'Arras fait partie de la province ecclésiastique de Paris, tandis que les diocèses de Namur et de Tournai sont rattachés à la nouvelle province de Malines et celui d'Ypres est supprimé.  
Le concordat de 1817 prévoyait le rétablissement de la province de Cambrai, comprenant les trois diocèses d'Arras, de Boulogne et de Cambrai.
Cependant, le concordat n'est pas entré en vigueur et la réforme de la carte ecclésiastique a été reportée à 1822. À ce moment-là, il a finalement été décidé, devant le refus de l'évêque Louis Belmas de créer un siège à Lille, de ne pas rétablir la province de Cambrai, les deux diocèses d'Arras et de Cambrai se trouvant alors rattachés à la province ecclésiastique de Reims. 
Toutefois, à la mort de Louis Belmas, le pape Grégoire XVI érige de nouveau, par la bulle du 1er octobre 1841, le siège de Cambrai en archevêché, et institue une nouvelle province de Cambrai avec les deux diocèses d'Arras et de Cambrai. 
En 1913, la province comporte un nouveau diocèse, celui de Lille, dont le territoire est pris sur celui de Cambrai. 
La réforme de 2002 ne touche pas à cette province, qui devient la province ecclésiastique de Lille en mars 2008 par transfert du siège métropolitain.